# To the Sky
To the Sky è il secondo album in studio del cantautore, rapper e produttore statunitense Kevin Rudolf, pubblicato nel 2010.

## Tracce
1. I Made It (Cash Money Heroes) (featuring Birdman, Jay Sean & Lil Wayne) – 4:10
2. You Make the Rain Fall (featuring Flo Rida) – 2:54
3. Don't Cry – 2:52
4. Whatchu Waitin' For (featuring Three 6 Mafia) – 3:16
5. Big Timer – 3:19
6. I Belong to You (LANY) – 3:14
7. Must Be Dreamin' (featuring Rivers Cuomo dei Weezer) – 3:03
8. Spit in Your Face (featuring Lil Wayne) – 4:36
9. What Do U Got – 3:30
10. Late Night Automatic (featuring Three 6 Mafia) – 2:47
11. Crashing Down – 3:26